# Pichat
Pichat é um chat software e protocolos de comunicação e troca de informações em uma rede P2P. Pode ser utilizado como webchat e LAN Messenger. Tudo que você precisa é um navegador com JavaScript. A porta padrão para um servidor de chat é 9009/TCP.

## História
O primeiro software Pichat foi fundada em 2002 por Mark Seuffert. O chat foi ponto a ponto tecnologias e programas como o ICQ e IRC influenciado. No começo era apenas seu próprio protocolo, 2003 foi um telnet a apoiar desde 2004 e é construído sobre uma interface web.